# Caleido
Caleido è un grattacielo a Madrid. È solitamente chiamato Quinta Torre  poiché si trova vicino agli altri quattro grattacieli del complesso Cuatro Torres Business Area (CTBA) nel paseo de la Castellana.

## Caratteristiche
L'edificio è alto 181 metri e ha 36 piani. 
Nel marzo 2016 è stato rivelato che l'Instituto de Empresa (IE) sarà il principale inquilino. La sua costruzione è iniziata nell'aprile 2017 ed è stata formalmente conclusa ad ottobre 2021.
Occupa l'ex sito del Centro internazionale di convegni della Città di Madrid. È il 5° edificio più alto di Madrid e il 7° più alto in Spagna. 
L'edificio è stato progettato dagli studi di architettura Fenwick Iribarren e Serrano-Suñer Arquitectura e l'appaltatore principale è OHL Desarrollos.